# پراخاتیتسه
پراخاتیتسه (به چکی: Prachatice) یک منطقهٔ مسکونی و شهرستان دارای شهرک سابقاً روستا در جمهوری چک است که در ناحیه پراخاتیتسه واقع شده‌است. پراخاتیتسه ۱۱٬۱۳۹ نفر جمعیت دارد.

## خواهرخوانده
شهرهای Mauthausen، سپیه، زولن، ایمپرونتا، گراینت، والدکیرشن، Rahachow و کاستروارو ترمه ترا دل سوله خواهرخوانده‌های پراخاتیتسه هستند.